# Hong Kong FC
Hong Kong FC (Zn. tradycyjne:香港足球會) – klub piłkarski z Hongkongu. Jest najstarszym klubem w kraju i członkiem Club of Pioneers.

## Historia
Chronologia nazw:
- 1886: Hong Kong FC

Klub piłkarski Hong Kong FC został założony w miejscowości Hongkong 12 lutego 1886 roku. W sezonie 1908/09 startowała pierwsza edycja First Division, w której jednak zespół nie brał udziału. W następnym sezonie 1909/10 debiutował w First Division, zajmując ostatnie 6.miejsce. W sezonie 1918/19 był drugim, a w 1919/20 osiągnął swój największy sukces zdobywając tytuł mistrza kraju. Do 1941, kiedy z powodu II wojny światowej rozgrywki piłkarskie zostały zawieszone, klub zawsze występował w rozgrywkach na najwyższym poziomie.
Po wznowieniu rozgrywek w sezonie 1945/46 klub zwyciężył w Second Division i wrócił do First Division. Potem był zawsze obecny na najwyższym szczeblu rozgrywek oprócz lat: 1958–1966, 1967–1969, 1971–1973, 1974/75, 1976/77, 1978/79, 1981–1986, 1987/88, 1992/93, 1994/95, 1996–2000, 2003–2006 i 2007–2010. W sezonie 2010/11 zajął ostatnie 10.miejsce i spadł po raz kolejny do Second Division. W następnym sezonie był trzecim w II dywizji, w 2012/13 zajął 5.miejsce, a w 2013/14 znów trzecim. W 2014 nastąpiła reforma systemu lig piłkarskich. Została wprowadzona Premier League, a druga klasa otrzymała nazwę First Division. W sezonie 2014/15 zdobył wicemistrzostwo First Division, ale nie otrzymał promocji do Premier League. Sezon 2015/16 klub zakończył ponownie na 2.pozycji, ale tym razem został promowany do Premier League. Jednak powrót do najwyższej klasy był nieudany. Ostatnia 11.lokata w sezonie 2016/17 spowodowała kolejny spadek do niższej ligi. W sezonie 2017/18 zwyciężył w lidze i zdobył promocję do Premier League.

## Sukcesy

### Trofea międzynarodowe
Nie uczestniczył w rozgrywkach azjatyckich (stan na 31-05-2017).

### Trofea krajowe
| \| \| Zdobyte trofea w rozgrywkach Hongkongu (stan na: 14-05-2018) \| |                                                              |      | |
| Rozgrywki                                                             | Osiągnięcie                                                  | Razy | Sezon(y) |
| Mistrzostwo                                                           | I miejsce                                                    | 1    | 1919/20 |
| Mistrzostwo                                                           | II miejsce                                                   | 1    | 1918/19 |
| Mistrzostwo                                                           | III miejsce                                                  | 2    | 1914/15, 1925/26 |
| Puchar                                                                | zdobywca                                                     | 5    | 1898/99, 1907/08, 1915/16, 1918/19, 1921/22                                                                                           |
| Puchar                                                                | finalista                                                    | 3    | 1906/07, 1914/15, 1931/32 |
| II liga                                                               | I miejsce                                                    | 15   | 1965/66, 1968/69, 1972/73, 1974/75, 1976/77, 1978/79, 1985/86, 1987/88, 1992/93, 1994/95, 2000/01, 2004/05, 2005/06, 2009/10, 2017/18 |
| II liga                                                               | II miejsce                                                   | 4    | 1984/85, 2007/08, 2014/15, 2015/16 |
| II liga                                                               | III miejsce                                                  | 4    | 1982/83, 2008/09, 2011/12, 2013/14 |
| Hongkong                                                              | Zdobyte trofea w rozgrywkach Hongkongu (stan na: 14-05-2018) |      | |

## Stadion
Klub rozgrywa swoje mecze domowe na stadionie Hong Kong Football Club Stadium w HongKongu, który może pomieścić 3829 widzów.